# Invazia din Golful Porcilor

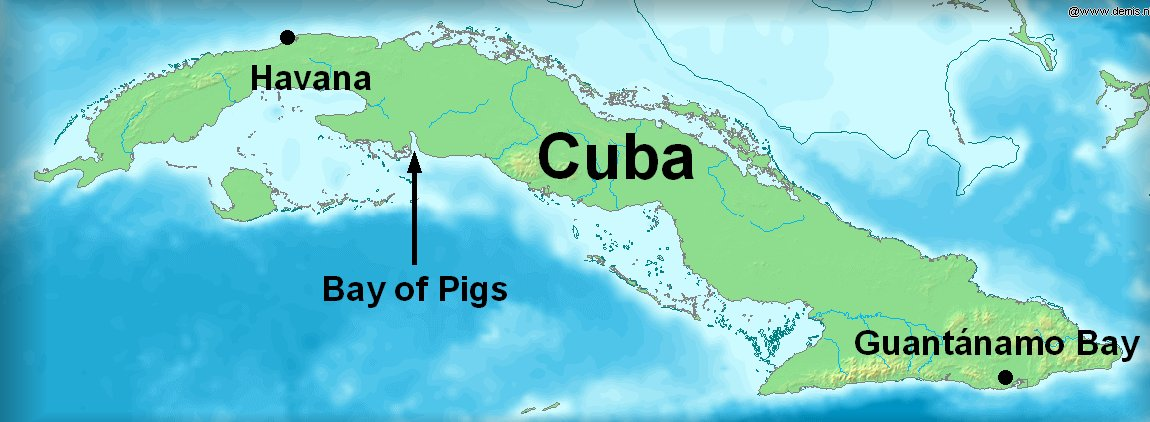
Poziţia Golfului Porcilor ("Bay of Pigs") în cadrul insulei cubaneze

Invazia din Golful Porcilor (cunoscută și sub numele La Batalla de Girón sau Playa Girón din Cuba) a fost o tentativă eșuată a guvernului american de a răsturna regimul comunist cubanez.

## Descriere
Conflictul fusese planificat de președintele american Dwight Eisenhower și a avut loc în perioada 17 - 19 aprilie 1961 sub mandatul lui John Fitzgerald Kennedy. Invazia a fost inițiată prin operațiunea Puma, o succesiune de raiduri aeriene îndreptate împotriva forțelor lui Fidel Castro, având drept scop asigurarea superiorității aeriene a exilaților cubanezi care desfășurau atacul, în colaborare directă cu membri ai CIA.
Lipsa unei implicări substanțiale din partea americanilor a condus la eșecul operațiunii. Conflictul s-a soldat cu un număr mare de victime. Din partea americanilor, patru piloți de aviație și-au pierdut viața. Din rândul exilaților, 68 au fost uciși, dar cel mai mare număr de victime a fost din partea apărătorilor cubanezi.

## Urmări

### Victime
67 de exilați cubanezi din Brigada 2506 au fost uciși în acțiune, plus zece executați de pluton de execuție, zece pe nava Celia încercând să scape, 9 în containerul închis pe drum către Havana, patru accidental, 2 în închisoare, 4 aviatori americani total sunt 106 victime. Din echipajele avioanelor uciși în luptă victimele au însumat șase persoane din forța aeriană cubaneză, 10 exilați cubanezi și 4 aviatori americani.] Parașutistul Eugene Herman Koch a fost ucis în acțiune, iar piloții americani doborâți au fost Thomas W. Ray, Leo F. Baker,  Riley W. Shamburger și Wade C. Gray. În 1979, corpul lui Thomas 'Pete' Ray a fost repatriat din Cuba. În anii 1990, CIA a recunoscut că a fost legat de agenție și i-a acordat Steaua Agenției de Informații.
Bilanțul final al pierderilor forțelor armate cubaneze în timpul conflictului a fost de 176 de morți în acțiune. Această cifră include doar armata cubaneză și se estimează că aproximativ 2.000 de milițieni au fost uciși sau răniți în timpul luptelor. Alte victime ale forțelor cubaneze au fost între 500 și 4.000 (uciși, răniți sau dispăruți). Atacurile de pe aeroportul din 15 aprilie au lăsat 7 morți cubanezi și 53 răniți.

### Deținuții
La 19 aprilie 1961, cel puțin șapte cubanezi și doi cetățeni americani angajați de CIA (Angus K. McNair și Howard F. Anderson) au fost executați în provincia Pinar del Rio, după un proces de două zile. La 20 aprilie, Humberto Sorí Marin a fost executat la Fortaleza de la Cabaña, fiind arestat la 18 martie după infiltrarea în Cuba cu 14 tone de explozivi. Au fost executați, de asemenea, colegii conspiratori Rogelio González Corzo (alias "Francisco Gutierrez"), Rafael Diaz Hanscom, Eufemio Fernandez, Arturo Hernandez Tellaheche și Manuel Lorenzo Puig Miyar.
Între aprilie și octombrie 1961, au avut loc sute de execuții ca răspuns la invazie. Au avut loc în diferite închisori, printre care Fortaleza de la Cabaña și Castelul Morro. Liderii echipei de infiltrație Antonio Diaz Pou și Raimundo E. Lopez, precum și studenții subterani Virgilio Campaneria, Alberto Tapia Ruano și mai mult de o sută de alți insurgenți au fost executați.
La 21 decembrie 1962, premierul cubanez Fidel Castro și James B. Donovan, un avocat american, ajutat de Milan C. Miskovsky, un ofițer legal al CIA, au semnat un acord de schimb de 1113 deținuți pentru 53 de milioane de dolari în produse alimentare și medicină, provenind din donații private și din companii care așteaptă concesii fiscale. La 24 decembrie 1962, unii prizonieri au fost zburați în Miami, alții urmând pe nava pilotul african, plus circa 1000 de membri ai familiei, de asemenea, au permis să părăsească Cuba. La 29 decembrie 1962, președintele Kennedy și soția sa, Jacqueline, au participat la o ceremonie de "întoarcere la întâmpinare" a veteranilor de brigadă de la Orange Bowl din Miami, Florida.

### Reacție politică
Invazia nereușită a stârnit în mod grav administrația Kennedy și l-a făcut pe Castro precaut de intervenția viitoare a SUA în Cuba. La 21 aprilie, într-o conferință de presă a Departamentului de Stat, președintele Kennedy a spus: "Există o veche zicală că victoria are sute de tați și înfrângerea este orfan ... Alte declarații, discuții detaliate, nu trebuie să ascundă responsabilitatea pentru că eu sunt responsabilul responsabil al Guvernului ... "
Răspunsul inițial din partea Statelor Unite privind primele atacuri aeriene a fost de o calitate respingătoare. Ambasadorul SUA, Adlai Stevenson, a negat orice implicare în primul val de atacuri aeriene, afirmând în fața Organizației Națiunilor Unite: "Aceste acuzații sunt total false și le refuz categoric". Stevenson a continuat să promoveze o poveste despre două avioane cubaneze care se referea la răpirea SUA, aparent fără să știe că erau în fapt avioane americane pilotate de piloți cubanezi susținute de SUA pentru a promova o poveste falsă despre defecțiune.
Potrivit autorului Jim Rasenberger, administrația Kennedy a devenit foarte agresivă în ceea ce privește răsturnarea lui Fidel Castro ca urmare a eșecului invaziei Bay of Pigs, care, duplicat, și-a dublat eforturile împotriva lui Castro. Rasenberger a elaborat faptul că aproape toate deciziile luate de Kennedy după Golful Porcilor au avut o anumită corelație cu distrugerea administrației lui Castro. La scurt timp după ce invazia sa încheiat, Kennedy a ordonat Pentagonului să proiecteze operațiuni secrete pentru a răsturna regimul lui Castro. De asemenea, președintele Kennedy l-a convins pe fratele său Robert să organizeze o acțiune sub acoperire împotriva lui Castro, cunoscută sub numele de "Operațiunea Mongoose". Această operațiune clandestină a inclus parcele de sabotaj și de asasinat.

## Analiza eșecului
În noiembrie 1961, inspectorul general CIA Lyman B Kirkpatrick a scris un raport, „Survey of the Cuban Operation” (Analiza operației din Cuba), care a rămas clasificat până în 1998. Concluziile raportului au fost:
1. CIA și-a depășit capacitățile în dezvoltarea proiectului de la sprijinul de gherilă la acțiune armată fățișă, fără nicio negare plauzibilă.
2. Eșecul de a evalua în mod realist riscurile și de a comunica în mod adecvat informațiile și deciziile pe plan intern și cu alți responsabili guvernamentali.
3. Implicarea insuficientă a liderilor exilaților.
4. Neorganizarea suficientă a rezistenței interne în Cuba.
5. Eșecul de a colecta și analiza în mod competent informații despre forțele cubaneze.
6. Managementul intern slab al comunicațiilor și al personalului.
7. Angajarea insuficientă a personalului de înaltă calitate.
8. Insuficienți vorbitori de spaniolă, facilități de formare și resurse materiale.
9. Lipsa unor politici stabile și/sau planuri de urgență.

În ciuda obiecțiilor viguroase ale conducerii CIA față de constatări, directorul CIA Allen Dulles, directorul adjunct al CIA Charles Cabell și directorul adjunct pentru planuri Richard Bissell au fost forțați să demisioneze până la începutul anului 1962.
În anii următori, comportamentul CIA în acest eveniment a devenit exemplul cel mai citat pentru paradigma psihologică cunoscută sub numele de sindromul gândirii de grup. Studii ulterioare arată că, printre diferitele componente ale gândirii de grup analizate de Irving Janis, Invazia Golfului Porcilor a urmat caracteristicile structurale ale gândirii în grup, care a condus la luarea unor decizii iraționale în politica externă provocată de deficiența de imparțialitate în conducerea.
Un raport despre procesul de decizie de invazie specifică:
La fiecare întâlnire, în loc să permită exprimarea completă a considerațiilor opuse, [Președintele Kennedy] a permis reprezentanților CIA să domine întreaga discuție. Președintele le-a permis să respingă imediat fiecare tentativă de îndoială pe care unul dintre ceilalți ar fi putut să le exprime, în loc să întrebe dacă altcineva avea aceeași îndoială sau dorea să dezvolte implicațiile noii probleme îngrijorătoare care fusese ridicată.
O cantitate considerabilă de informații prezentate președintelui Kennedy s-a dovedit a fi falsă în realitate, cum ar fi sprijinul poporului cubanez pentru Fidel Castro, ceea ce făcea dificilă evaluarea situației reale și a viitorului operațiunii. Absența inițiativei de a explora alte opțiuni ale dezbaterii i-a determinat pe participanți să rămână optimiști și rigizi în convingerea că misiunea va reuși, fiind părtinitori, fără să știe că sunt sub efectul psihologiei de grup a dorinței lor privind succesul operațiunii.
La mijlocul anului 1960, agentul CIA E. Howard Hunt intervievase cubanezi în Havana; într-un interviu din 1997 pentru CNN, el a spus: „... tot ce am aflat a fost mult entuziasm al cubanezilor pentru Fidel Castro”.

## Notabili veterani supraviețuitori ai invaziei din Golful Porcilor
- José Basulto (n. 1940)
- Ricardo Montero Duque (n. 1925)
- Alfredo Duran (n. 1936)
- Francisco Jose Hernandez (n. 1936)
- Jose Antonio Llama (n. 1941)
- Erneido Oliva (n. 1932)
- Félix Rodríguez (n. 1941)

## În cultura populară
- Agenția secretă (film)